# Mito Mobile
Mito Mobile (PT Maju Express Indonesia) – indonezyjski producent telefonów komórkowych. Przedsiębiorstwo zostało założone w 2004 roku.
Mito jest jednym z partnerów Google w ramach programu Android One, mającego na celu udostępnienie tanich telefonów z czystą wersją systemu Android. 
Marka znalazła się na siódmym miejscu w rankingu podsumowującym sprzedaż telefonów w trzecim kwartale 2013 r. w Indonezji. 
Przedsiębiorstwo zatrudnia ponad tysiąc osób, a jego fabryka mieści się w Tangerang. 